# 革命社会党 (荷兰1929年)

革命社会党标志

革命社会党（荷蘭語：Revolutionair Socialistische Partij，缩写为RSP）是荷兰历史上的一个左翼共产主义政党。该党成立于1929年，分裂自荷兰共产党。1935年，独立社会党并入该党，改名为革命社会主义工人党，但大多数原独立社会党成员在同年就退出该党。在该党存在期间，亨德利库斯·斯内夫利特始终是其无可争议的领导人，同时也是该党唯一的国会议员。1940年5月14日，即荷兰投降前一天，该党正式解散，改组为秘密抵抗运动组织马克思—列宁—卢森堡阵线。